# بيتر بنسون (كاتب)
بيتر بنسون (بالإنجليزية: Peter Benson)‏ هو كاتب بريطاني، ولد في 1956.